# John Spilsbury (Pasteur)
John Spilsbury, né en 1593 à Londres, Angleterre, mort en 1668, est un pasteur chrétien évangélique chrétien baptiste et l'un des principaux fondateurs du christianisme baptiste au XVIIe siècle. 

## Biographie
Spilsbury nait en 1593 à Londres, en Angleterre. Il a été cordonnier à Aldersgate. Il était membre d'une église londonienne séparatiste, qu'il quitte en 1633 de sa nouvelle conviction en faveur du baptême du croyant.

## Ministère
En 1638, il fonde la première église baptiste réformée à Londres,.